# ギリソパム
ギリソパム（英：Girisopam、GYKI-51189、EGIS-5810）は、2,3-ベンゾジアゼピン誘導体である薬物で、トフィソパムやゾメタピンと関連する。選択的抗不安薬として作用し、鎮静薬、抗てんかん薬、筋弛緩薬としての作用はない。

## 関連記事
- ベンゾジアゼピン